# Cichla orinocensis
Cichla orinocensis Humboldt, 1821 è un pesce di acqua dolce appartenente alla famiglia Cichlidae ed alla sottofamiglia Cichlinae.

## Distribuzione e habitat
Si trova in Colombia, Venezuela e Brasile, nel Rio Orinoco e nel Rio Negro.

## Descrizione
Questo ciclide ha un corpo allungato, e la colorazione di base è verdastra con tre macchie ovali nere sui fianchi ed una nera cerchiata di giallo sul peduncolo caudale. La lunghezza media è intorno a 30 cm, ma ci sono esemplari molto più grossi che arrivano a 60 cm.

## Alimentazione
È un pesce carnivoro e si nutre di anfibi, crostacei e pesci come Caracidi (Hemigrammus vorderwinkleri, Hemigrammus analis) e altri Ciclidi (Crenicichla).

## Pesca
Viene spesso pescato sia come alimento che per la pesca sportiva

## Acquariofilia
A volte viene tenuto in acquario, ma l'allevamento è assai difficoltoso per le dimensioni, per l'aggressività e perché deve essere nutrito con cibo vivo.